# أغسطس إم. راينهارد
أغسطس إم. راينهارد (بالإنجليزية: Augustus M. Reinhardt)‏ هو شخصية أعمال أمريكي، ولد في 1842، وتوفي في 1923.